# Villeda Morales
Villeda Morales är en kommun i Honduras.   Den ligger i departementet Departamento de Gracias a Dios, i den östra delen av landet, 400 km öster om huvudstaden Tegucigalpa. Antalet invånare är 8 601. Arean är 588 kvadratkilometer.
Terrängen i Villeda Morales är mycket platt.